# Año secular
Un año secular es el año que cierra un siglo. Los años seculares son múltiplos de 100, y por tanto acaban en dos ceros: 100, 200, 1500, 2000, etcétera.
Para evitar desfases cronológicos, el calendario gregoriano establece que solamente los años seculares que sean divisibles entre 400 serán años bisiestos. Por ejemplo: los años seculares 1700, 1800 y 1900 no fueron bisiestos porque no son divisibles entre 400, pero los años 1600 y 2000 sí lo fueron.
Según el calendario gregoriano, que entró en vigor en 1582, los años seculares bisiestos fueron y serán: 1600, 2000, 2400, etc.
- Datos: Q2378962